# Gnidrolog
Gnidrolog é uma banda britânica de rock progressivo com um estilo original, por vezes lembrando as bandas da Cena de Canterbury, e por vezes lembrando bandas como Van Der Graaf Generator, Jethro Tull e Gentle Giant.

## História
A banda foi fundada em 1969 pelos irmãos gêmeos Colin e Stewart Goldring (o primeiro já reconhecido por sua participação no clássico The Yes Album), tendo se juntado a eles posteriormente o baterista Nigel Pegrum que veio do Spice (a banda que mais tarde iria tornar-se no Uriah Heep), o baixista Peter "Mars" Cowling, o vocalista John Earle e a pianista Charlotte Fendrich. Eles criaram o estranho nome da banda ao inverter e levemente reorganizar o sobrenome dos irmãos. Em 1972 eles lançaram seus dois primeiros álbuns, In Spite of Harry's Toe-Nail e Lady Lake, antes de encerrar a banda devido a falta de sucesso comercial. Apesar de ter realizado turnês com bandas conhecidas como King Crimson, Gentle Giant, Wishbone Ash, Soft Machine, Colosseum e Magma em sua breve carreira, eles sempre permaneceram relativamente obscuros.
Após o final da banda, Nigel Pegrum juntou-se ao Steeleye Span, enquanto que os irmãos Goldring formaram a banda de punk rock Pork Dukes em 1976 e mais tarde tornaram-se músicos de estúdio, assim como fizeram os outros integrantes. Após 27 anos, eles reuniram-se em 1999 e lançaram o seu terceiro álbum de estúdio intitulado Gnosis em 2000. Peter "Mars" Cowling começou a trabalhar com Pat Travers em 1975, e conseguiu obter uma dose considerável de sucesso durante sua longa relação com Travers.

## Integrantes
- Stewart Goldring – guitarra solo
- Colin Goldring – vocal principal, guitarra base, flauta doce, sax tenor, trompa, harmônica
- Nigel Pegrum - percussão, flauta, oboé, piano
- John Earle – sax soprano, tenor e barítono, flauta, vocais
- Peter "Mars" Cowling - baixo, violoncelo
- Charlotte Fendrich - piano

## Discografia
- In Spite of Harry's Toenail (RCA SF8261 1972)
- Lady Lake (RCA SF 8322 1972)
- Live '72 (1999)
- Gnosis (2000)